# Santa Rosa del Abuná (gemeente)
Santa Rosa del Abuná, ook Santa Rosa, is een gemeente (municipio) in de Boliviaanse provincie Abuná in het departement Pando. De gemeente telt naar schatting 2.497 inwoners (2018). De hoofdplaats is Santa Rosa del Abuná.